# 美索不达米亚军区
美索不达米亚军区是拜占庭帝国的一个军区，位于安那托利亞东北部（今土耳其境内），穆拉特河和奇米什格则克河之间。

## 历史
该军区大约在899和911年由“智者”列奥六世设立，当时他指派哈尔西安军区的将军欧列斯蒂斯做为那儿的行政长官，该地区绝大多数土地继承自当初曼努埃尔统治的的亚美尼亚塔基斯公国，曼努埃尔和他的四个儿子被拜占庭帝国方面说服，以保证他在保留其他军区的田产和他的头衔的基础上，让他割让这片土地给帝国。同时帝国把亚美尼亚人口密集的凯尔则内（今土耳其埃尔津詹，剥离自卡尔迪亚军区）和卡马查（来自于以前的科洛尼亚军区）从过去所属的军区中剥离出来，与前面从亚美尼亚贵族手上获得的土地一起合并，从而形成了这片新的军区。
在君士坦丁七世将其升格为军区之前，这片地方就已经是“有实无名的要冲区”了，在这之前的时间里帝国在那就有了早期的行政管理。可以追溯到810年的禁卫军和所谓“美索不达米亚”将军的印章，还有一枚可推证在870年的而一位名叫穆希利科斯的亚美尼亚副将军/师长的印章，也许可以证明这儿早期存在过一个短命的军区。所以可以大致这么推理，在9世纪的末期，在这个新的军区被设立之前，有个在某军区下辖的副军区附近地方的亚美尼亚当地贵族，从帝国这接受了头衔并继续统治这片土地，直到后来与帝国做交易割让土地，使帝国在此设立军区。而这可以解释为何当时的绘画中，当地的将军的薪水并非来自帝国的国库，而是直接来自当地的税收。
从9世纪开始当地的将军一直由帝国中央任命，当然975年有一个叫做“美索不达米亚边防长官”的头衔和将军同时存在，不过与军区将军不同的是边防长官直接掌管的是帝国东部边疆防线的中段。11世纪时可证实，在当时，“马哲司”格利高里和他的儿子曾出任过当地的边防长官。而曼齐刻尔特战役之后，米海尔七世曾尝试收复这片领土，而这片土地最后终究沦陷于塞尔柱帝国手中。

### 脚注
1. ↑  McGeer, Nesbitt & Oikonomides 2001，第134頁.
2. 1 2 3  Kazhdan 1991，第1348頁.
3. ↑  Charanis 1963，第29頁.
4. 1 2 3  McGeer, Nesbitt & Oikonomides 2001，第134–135頁.
5. ↑  McGeer, Nesbitt & Oikonomides 2001，第140–142頁.
6. ↑  McGeer, Nesbitt & Oikonomides 2001，第135頁; Holmes 2005，第322–330頁.

### 书籍
- Charanis, Peter. . Lisbon, Portugal: Fundação Calouste Gulbenkian. 1963  [2019-02-15]. （原始内容存档于2014-06-28）.
- Holmes, Catherine. . Oxford, United Kingdom: Oxford University Press. 2005  [2019-02-15]. ISBN 978-0-19-927968-5. （原始内容存档于2019-12-24）.
- Kazhdan, Alexander Petrovich (编). . New York, New York and Oxford, United Kingdom: Oxford University Press. 1991. ISBN 978-0-19-504652-6.
- McGeer, Eric; Nesbitt, John W.; Oikonomides, Nicolas (编). . Washington, District of Columbia: Dumbarton Oaks Research Library and Collection. 2001  [2019-02-15]. ISBN 0-88402-282-X. （原始内容存档于2020-06-26）.